# Jacques Nicolas Ernest Germain de Saint-Pierre
Jacques Nicolas Ernest Germain de Saint-Pierre (1815 — 1882) foi um botânico francês.
Foi um dos quinze membros fundadores da Sociedade Botânica da França (SBF) em 24 de maio de 1854 que tinha como objetivos "concorrer para o progresso da botânica e das ciências que os unem" e "facilitar por todos os meios que pode dispor, os estudos e os trabalhos dos seus membros".

## Obras
- Guide du Botaniste ou Conseil pratique sur l'étude de la Botanique editado por  Victor masson - Paru em 1852
- Nouveau Dictionnaire de  Botanique comprennant la description des familles naturelles, les propriétés médicales et les usages économiques des plants, la morphologie et la biologie des végétaux (étude des organes et étude de la vie) Paru em 1870.